# Glenn Bracke
Glenn Bracke (* 25. März 1970 in Aalst) ist ein belgischer Künstler und Unternehmer.

## Werdegang
Bracke wurde in eine Familie von Siebdruckern geboren. Er entwickelte ebenfalls Interesse am Siebdruck und trat als dritte Generation in die Spuren seiner Vorfahren.
Nachdem er seinen Wehrdienst geleistet hatte, eröffnete Glenn 1990 seine erste Siebdruckerei Glenn Tex und spezialisierte sich auf den Druck farbenfroher T-Shirts.
Daneben führt er seit den 1990er Jahren ein Geschäft als Immobilienmakler.
Durch die Schaffung von Studien über Persönlichkeiten wie Bryan Ferry, Randy Jones, Shaggy, Eros Ramazzotti und Nile Rodgers begann Bracke in den 2010er Jahren mit verschiedenen Fotografietechniken zu experimentieren.
Glenn kreierte eine Reihe von Kunstwerken, von denen einige 2014 in der Art Style Gallery in Knokke ausgestellt wurden.
Im Mai 2014 präsentierte Bracke ein Kunstwerk während des Filmfestivals in Cannes und stellte eine Studie des Films Grace vor.
Die Arbeit Shopping in Paris wurde im Nikki Beach Club während des Festivals ausgestellt und Studio 54 wurde auf der Ausstellung von La Chambre Noire präsentiert.
Im Sommer 2014 nahm Bracke an einem Wettbewerb für junge Künstler durch die kulturelle Emissionen Cobra des Nationalfernsehens teil.
Brackes Werk Shopping in Paris wurde unter 700 Kandidaten nominiert. Zehn Nominierte stellten die Siegerkunstwerke im September im M-Museum in Leuven aus.
Das Projekt Berechtigt - Bones kam nach knapp einem Jahr zum Abschluss und wurde zum ersten Mal Ende August 2015 vorgestellt. Auf Einladung der Amsterdam International Art Fair wurde die Installation auf dem Hauptplatz neben der Kunstmesse ausgestellt.
Sein nächstes Hauptstück stammt aus der modernen Gesellschaft: Face...Book ist in Bronze gemacht und hat ein lebensgroßes Gesicht. Dieses Werk ist ebenfalls in Bronze gefertigt. Ab 2016 fertiggestellt, wurde dieses Einzelstück zum ersten Mal im April 2016 bei der Imagination Art Show in Brüssel gezeigt. Die Show selbst lief zehn Tage und enthielt über vierzig Beispiele von Brackes Werk.
Das Projekt war eine Zusammenarbeit zwischen Kunst und Musik und wurde live von Leee John mit seiner Band Imagination und dem belgischen Musiker Plastic Bertrand begleitet. Die Phantasie-Kunstausstellung war Glenns erste Hauptpräsentation seiner Werke. Als Antwort auf Anfragen, dies zu wiederholen, stimmte Bracke zu, mit der Imagination Art Show auf Tour zu gehen. Die Niederlande waren die erste Station und Anfang Juni 2016 war die Imagination Art Show das zentrale Merkmal der ARTR.I.P Expo.

## Werke
- The Love Machine
- Second Life
- Instaglenn
- Skull Shout
- Shopping in Paris
- Bones Project clean the Ocean
- Face-Book

## Ausstellungen
- 2013 Brussel TV Show Art Expo "The Last week"
- 2013 Launch of "Shopping in Paris"
- 2014 Cannes Film Festival Art Gallery
- 2014 Cannes Film Festival "La Cambre Noire"
- 2014 Knokke Art Style Living "Gallery Expo"
- 2014 Leuven M-Museum Expo Laureaat
- 2014 Barcelona Global Art Fair 1st Prize
- 2015 Amsterdam Art Fair Expo: "Ocean Plastic Life" Installation
- 2015 Oxford Art Fair Expo
- 2015 Tokio Art Fair Expo
- 2015 Cannes Film Festival "Peace Night"
- 2015 Paris Fiac Art Fair Expo: Sculptures
- 2015 Brussel Art Gallery Art Thema Brussels
- 2016 European Parliament, Brussels: "Art can change your world", Ansprache durch Glenn Bracke
- 2016 European Arts Forum, Brussels: "Art and Culture: Learning how to see again":
- 2016 Workshop on a collaborative piece of art, Lectures and Talks, by Glenn Bracke
- 2016 ART TRIP EXPO, Holland
- 2016 Cannes Film Festival: Launch of the Face...Book
- 2016 Imagination Art Expo: Brussels Retrospective Exhibition
- 2016 TV Aalst Showed Art Expo "Imagination" & TV Interview
- 2016 Radio Nostalgie: Radio Award contest during "Imagination Art Expo"